# Jiří Dienstbier
Jiří Dienstbier (Kladno, 1937. április 20. – Prága, 2011. január 8.) cseh politikus, újságíró. A kommunista hatalom bukása után az első csehszlovák külügyminiszter volt. A rendszerváltozás utáni csehszlovák politika egyik meghatározó alakja.

## Élete
Jiří Dienstbier köztisztviselő családba született. Tanulmányait a prágai Károly Egyetem filozófiai szakán végezte, és a csehszlovák rádiónál dolgozott újságíróként. 1958-ban lépett be Csehszlovákia Kommunista Pártjába. Az 1960-as években a rádió nyugat-európai, közel-keleti, majd amerikai tudósítójaként tevékenykedett. 1968-ban egyike volt azoknak, akik elítélték Csehszlovákia megszállását a Varsói Szerződés öt tagállama által. Emiatt kizárták a kommunista pártból, és semmilyen újságírói munkát nem végezhetett.
1977 elején az elsők között írta alá a Charta ’77 ellenzéki felhívást, melynek hosszabb ideig a szóvivője volt. 1979-ben három év börtönbüntetésre ítélték. 1982-es szabadulása után tűzoltóként dolgozott, és folytatta ellenzéki tevékenységét is.
1989 őszén, a bársonyos forradalom után a szövetségi kormány tagja lett mint külügyminiszter. 1989. december 23-án Hans-Dietrich Genscher nyugatnémet külügyminiszterrel jelképesen együtt számolták fel a vasfüggönyt a csehszlovák–nyugatnémet határon Rozvadovnál. 1992-ben lemondott miniszteri megbízatásáról. 1998-ban az ENSZ emberi jogi megbízottjaként dolgozott a volt Jugoszláviában. 2008-ban a Cseh Szociáldemokrata Párt jelöltjeként lett parlamenti képviselő.